# Плавання на літніх Олімпійських іграх 1932
Змагання з плавання на літніх Олімпійських іграх 1932 в Лос-Анджелесі тривали з 6 до 13 серпня 1932 року на Лос-Анджелеському плавальному стадіоні. Розіграно 11 комплектів нагород: 6 серед чоловіків і 5 серед жінок. Змагалися 128 спортсменів з 20-ти країн.

## Таблиця медалей
| Місце                | Країна                | Золото | Срібло | Бронза | Загалом |
| -------------------- | --------------------- | ------ | ------ | ------ | ------- |
| 1                    | Японія (JPN)          | 5      | 5      | 2      | 12      |
| 2                    | США (USA)             | 5      | 2      | 3      | 10      |
| 3                    | Австралія (AUS)       | 1      | 1      | 0      | 2       |
| 4                    | Нідерланди (NED)      | 0      | 2      | 0      | 2       |
| 5                    | Франція (FRA)         | 0      | 1      | 0      | 1       |
| 6                    | Велика Британія (GBR) | 0      | 0      | 2      | 2       |
| 7                    | Данія (DEN)           | 0      | 0      | 1      | 1       |
| 7                    | ПАР (RSA)             | 0      | 0      | 1      | 1       |
| 7                    | Угорщина (HUN)        | 0      | 0      | 1      | 1       |
| 7                    | Філіппіни (PHI)       | 0      | 0      | 1      | 1       |
| Загалом (10 збірних) | Загалом (10 збірних)  | 11     | 11     | 11     | 33      |

## Медальний залік

### Чоловіки
| Дисципліни                      | Золото                                                                   | Срібло                                                           | Бронза                                                               |
| ------------------------------- | ------------------------------------------------------------------------ | ---------------------------------------------------------------- | -------------------------------------------------------------------- |
| 100 м вільним стилем            | Ясудзі Міядзакі (JPN)                                                    | Тацуґо Каваїсі (JPN)                                             | Алберт Шварц (USA)                                                   |
| 400 м вільним стилем            | Бастер Краббе (USA)                                                      | Жан Тарі (FRA)                                                   | Цутому Ойокота (JPN)                                                 |
| 1500 м вільним стилем           | Кусуо Кітамура (JPN)                                                     | Сьодзо Макіно (JPN)                                              | Джим Крісті (USA)                                                    |
| 100 м на спині                  | Масадзі Кійокава (JPN)                                                   | Тосіо Іріе (JPN)                                                 | Кентаро Кавацу (JPN)                                                 |
| 200 м брасом                    | Йосіюкі Цурута (JPN)                                                     | Рейдзо Коїке (JPN)                                               | Теофіло Ільдефонсо (PHI)                                             |
| Естафета 4×200 м вільним стилем | Японія (JPN) Ясудзі Міядзакі Хісакіті Тойода Такасі Йокояма Масанорі Юса | США (USA) Френк Бут Джордж Фісслер Майола Калілі Мануелла Калілі | Угорщина (HUN) Іштван Барань Ласло Сабадош Андраш Секей Андраш Ваніє |

### Жінки
| Дисципліни                      | Золото                                                            | Срібло                                                                 | Бронза                                                                |
| ------------------------------- | ----------------------------------------------------------------- | ---------------------------------------------------------------------- | --------------------------------------------------------------------- |
| 100 м вільним стилем            | Гелен Медісон (USA)                                               | Віллі ден Ауден (NED)                                                  | Еленор Севілл (USA)                                                   |
| 400 м вільним стилем            | Гелен Медісон (USA)                                               | Ленор Кайт (USA)                                                       | Дженні Маакал (RSA)                                                   |
| 100 м на спині                  | Еленор Голм (USA)                                                 | Бонні Мілінґ (AUS)                                                     | Валері Девіс (GBR)                                                    |
| 200 м брасом                    | Клер Денніс (AUS)                                                 | Хідеко Маехата (JPN)                                                   | Ельсе Якобсен (DEN)                                                   |
| Естафета 4×100 м вільним стилем | США (USA) Гелен Джонс Гелен Медісон Джосефін Маккім Еленор Севілл | Нідерланди (NED) Коррі Ладде Віллі ден Ауден Пук Оверслот Марія Вірдаґ | Велика Британія (GBR) Джойсі Купер Валері Девіс Една Г'юз Гелен Варко |

## Країни-учасниці
Змагалися 128 плавців і плавчинь з 20-ти країн.
- Аргентина  (5)
- Австралія  (5)
- Бразилія  (8)
- Канада  (14)
- Данія  (2)
- Фінляндія  (1)
- Франція  (5)
- Німеччина  (2)
- Велика Британія  (13)
- Угорщина  (5)
- Індія  (1)
- Італія  (2)
- Японія  (23)
- Мексика  (3)
- Нідерланди  (5)
- Норвегія  (1)
- Філіппіни  (3)
- ПАР  (1)
- Швеція  (2)
- США  (27)